# Rafał Brzozowski

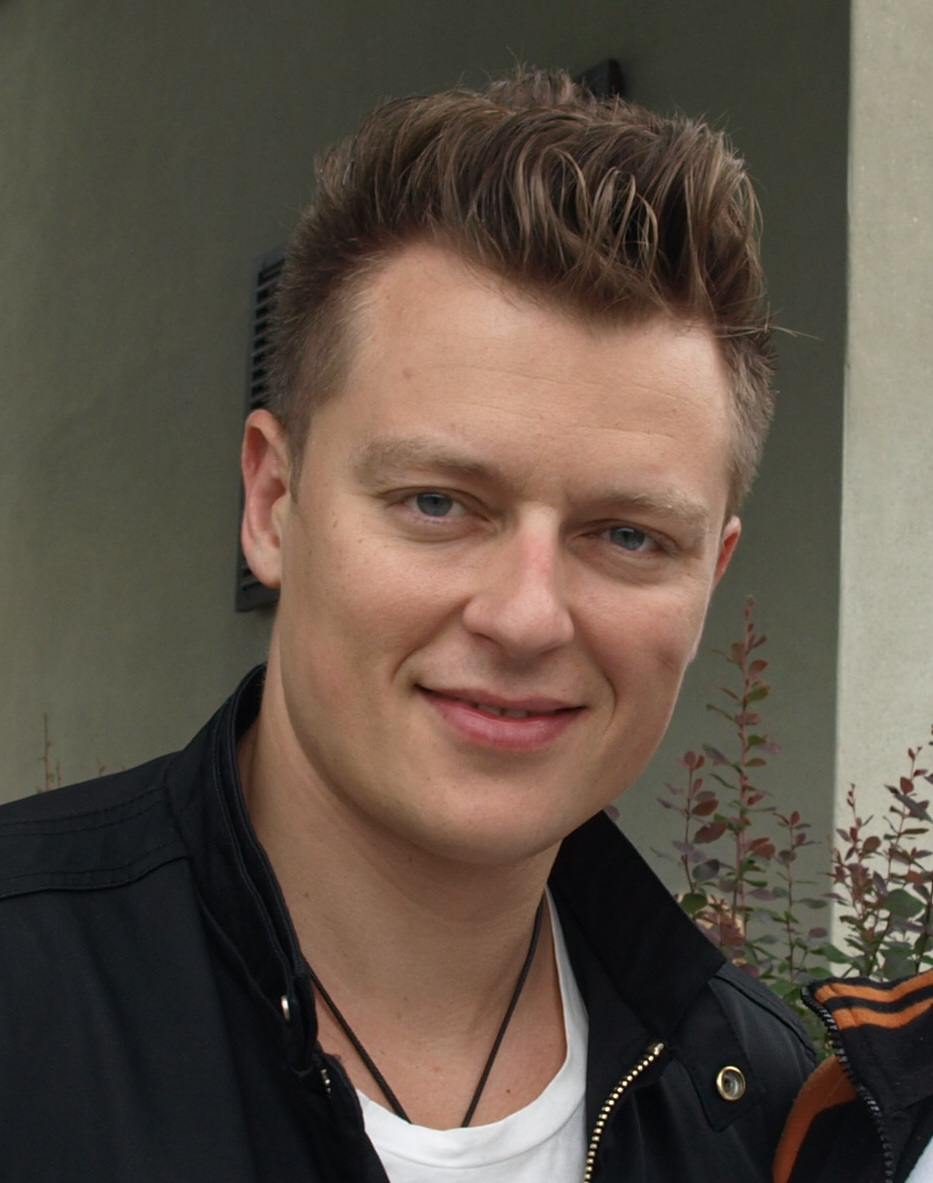
Rafał Brzozowski w 2013 roku

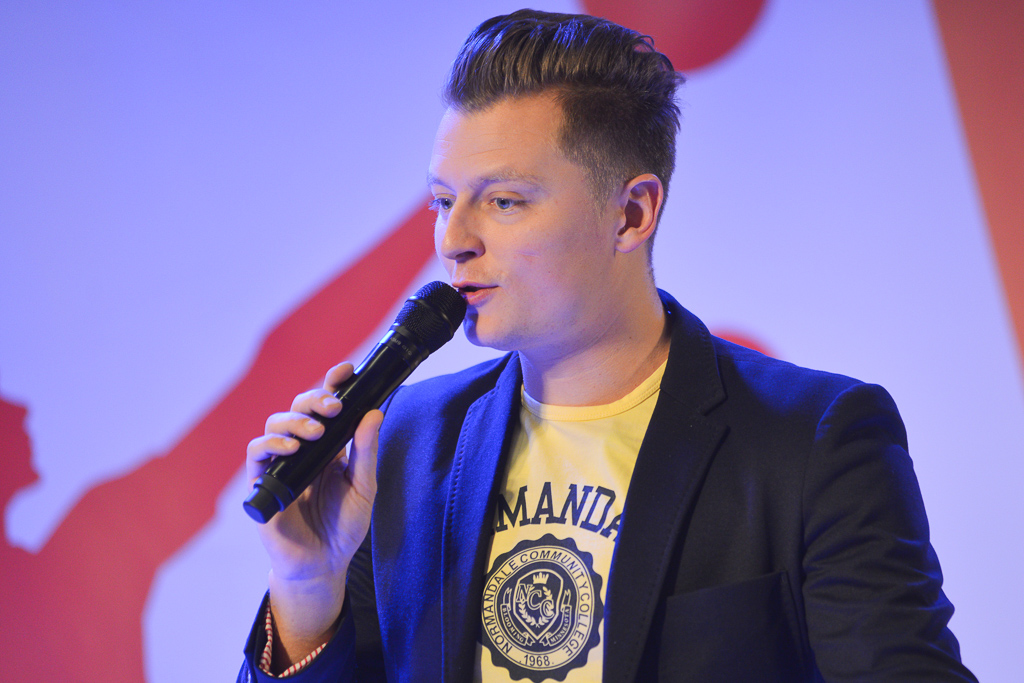
Rafał Brzozowski w 2015 roku

Rafał Brzozowski (ur. 8 czerwca 1981 w Warszawie) – polski piosenkarz, prezenter telewizyjny, konferansjer i osobowość medialna, były zapaśnik.
Karierę muzyczną zaczynał w zespole K.Martin. Rozpoznawalność zapewnił mu udział w pierwszej edycji programu The Voice of Poland (2011). Od tamtej pory wydał sześć albumów studyjnych: Tak blisko (2012), Mój czas (2014), Na święta (2014), Borysewicz & Brzozowski (2015), nagrany z Janem Borysewiczem, Moje serce to jest muzyk, czyli polskie standardy (2016) i Zielone I Love You (2022). Wylansował przeboje: „Tak blisko”, „Nie mam nic”, „Magiczne słowa” (cover utworu Ziyo), „Zaczekaj – tyle kłamstw co prawd”, „Już wiem” i „The Ride”, z którym reprezentował Polskę w 65. Konkursie Piosenki Eurowizji w 2021.
W latach 2017–2024 współpracował z Telewizją Polską jako prowadzący teleturnieje i programy rozrywkowe: Koło Fortuny (2017–2019), Jaka to melodia? (2019–2024) i The Voice Senior (2020–2024) oraz koncerty i widowiska muzyczne organizowane przez TVP. Za pracę w telewizji otrzymał dwie Superjedynki i Telekamerę.

## Wczesne lata
Urodził się w Warszawie jako syn Grażyny i Zdzisława Brzozowskich. Jego ojciec był utytułowanym zapaśnikiem, m.in. zajął 1. miejsce na Mistrzostwach Świata Weteranów w Warszawie oraz na Światowym Festiwalu Zapaśniczym w Tokio. Rafał Brzozowski dorastał w Nowym Dworze Mazowieckim. Ma dwóch braci, młodszego o dwa lata Pawła i młodszego o 17 lat Adama.
W dzieciństwie zaczął pobierać lekcje gry na pianinie. Będąc nastolatkiem, występował w klubie garnizonowym i na weselach. Podczas nauki w szkole muzycznej samodzielnie nauczył się grać na gitarze. Był członkiem zespołu K.Martin Marcina Kiljana, a także pracował jako prezenter muzyczny i konferansjer.
Podobnie jak jego ojciec, trenował zapasy. Ukończył studia na Akademii Wychowania Fizycznego w Warszawie, uzyskując wykształcenie nauczyciela wychowania fizycznego. Jeszcze w czasie studiów pracował jako trener personalny na siłowni, a w 2006 zdobył brązowy medal Akademickich Mistrzostw Polski w zapasach. Brał udział w meczach Reprezentacji Artystów Polskich. Z powodu kontuzji kręgosłupa przerwał karierę sportową.

## Kariera zawodowa
W 2002 otrzymał wyróżnienie w programie TVP2 Szansa na sukces za wykonanie piosenki „W saskim ogrodzie” w odcinku z udziałem zespołu Szwagierkolaska. W 2003 został członkiem zespołu Emigranci. Pobierał lekcje śpiewu u Saszy Katajewa. W 2007 nawiązał współpracę muzyczną z Markiem Kościkiewiczem, a w 2008 został wokalistą jego zespołu Mono. Jesienią 2011 wziął udział w przesłuchaniach do programu TVP2 The Voice of Poland; trafił do grupy prowadzonej przez Andrzeja Piasecznego, ostatecznie odpadł tuż przed finałem. Po udziale w programie wydał single: „Nie mam nic” i „Na dobre masz zawsze mnie”, który został wykorzystany jako motyw muzyczny serialu Na dobre i na złe. W 2012 wydał singiel „Tak blisko”, który stał się ogólnopolskim przebojem radiowym i za który 20 lipca otrzymał nagrodę telewidzów w kategorii Hit lata na gali rozdania Eska Music Awards 2012. 4 sierpnia za wykonanie piosenki „Pozowi mienia ticho po imieni” zdobył Srebrny Samowar na Festiwalu Piosenki Rosyjskiej. 7 sierpnia wydał swój debiutancki album studyjny pt. Tak blisko. W pierwszej połowie 2013 został ambasadorem akcji społecznej „Mam haka na raka”, mającej zachęcać do profilaktyki nowotworowej, a 7 lipca wystąpił na koncercie Lato ZET i Dwójki w Kołobrzegu, na którym odebrał nagrodę za najlepszy występ na festiwalu.
Wiosną 2014 uczestniczył w pierwszej edycji programu rozrywkowego Polsatu Dancing with the Stars. Taniec z gwiazdami, a jesienią zajął drugie miejsce w finale programu rozrywkowego TVP2 SuperSTARcie oraz wydał dwa albumy: Mój czas i Na święta. Ponadto wziął udział w nagraniu utworu „Live It”, będącego hymnem Mistrzostw Świata w Piłce Ręcznej Mężczyzn 2015, oraz nagrał piosenki „Z kopyta kulig rwie” i „Pójdźmy wszyscy do stajenki” na potrzeby albumu świątecznego pt. Siemacha po kolędzie. W listopadzie 2015 wydał album studyjny pt. Borysewicz & Brzozowski, którą nagrał w duecie z Janem Borysewiczem.

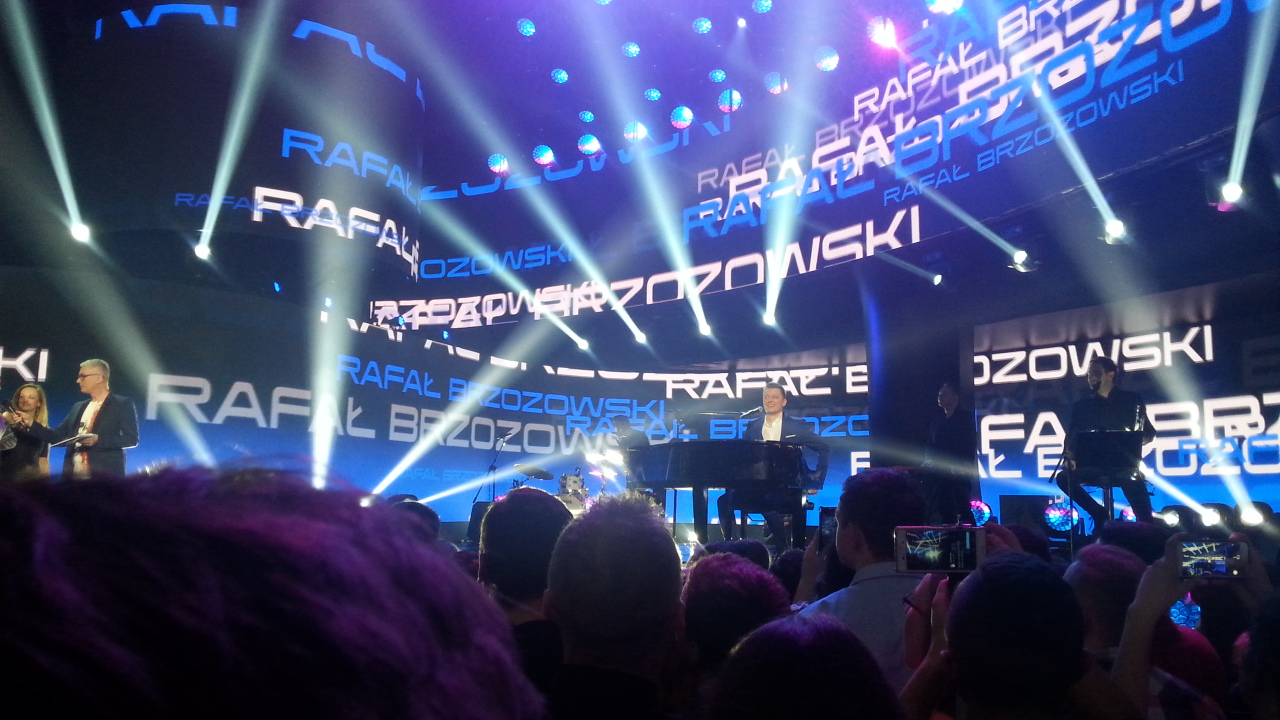
Brzozowski podczas polskich eliminacji do 62. Konkursu Piosenki Eurowizji (2017)

W 2017 został gospodarzem teleturnieju TVP2 Koło Fortuny oraz opiekunem jednej z drużyn w talent-show TVN Mali giganci. W lutym z utworem „Sky Over Europe”, nad którym pracował z Marcinem Kindlą i Markiem Dutkiewiczem, zakwalifikował się do finału polskich eliminacji do 62. Konkursu Piosenki Eurowizji. 18 lutego wystąpił w finale selekcji i zajął drugie miejsce po zdobyciu 16 punktów (w tym 8 pkt od jurorów i 8 pkt od widzów), przegrywając tylko z Kasią Moś. We wrześniu poprowadził finał krajowych eliminacji do 15. Konkursu Piosenki Eurowizji Junior, a 31 grudnia współprowadził koncert sylwestrowy TVP2 organizowany w Zakopanem. W 2018 poprowadził Międzynarodowy Festiwal Talentów im. Anny German w Zielonej Górze i koncert Przebój na Mundial w ramach 55. KFPP w Opolu. W kwietniu 2019 poprowadził kolejny Międzynarodowy Festiwal Talentów im. Anny German w Zielonej Górze, w maju zasiadł w polskim składzie jurorskim 64. Konkursu Piosenki Eurowizji, latem poprowadził trasę muzyczną Lato, Muzyka, Zabawa, a we wrześniu został gospodarzem teleturnieju TVP1 Jaka to melodia?, za co w lutym 2020 został uhonorowany Telekamerą dla osobowości telewizyjnej.
We wrześniu 2020 podczas 57. KFPP w Opolu współprowadził koncerty „Opole na start” i „Od Opola do Opola”, a także wziął udział w koncercie „Premiery” z utworem „Gentleman”. Jesienią współprowadził drugą edycję programu TVP2 The Voice Senior, a 29 listopada współprowadził finał 18. Konkursu Piosenki Eurowizji Junior organizowany w Warszawie. W grudniu był jednym z prowadzących Świąteczny Koncert Życzeń oraz koncert Sylwester Marzeń w TVP2. W styczniu 2021 poprowadził drugą edycję programu The Voice Senior. 8 marca wystąpił podczas koncertu TVP2 Za zdrowie Pań! zorganizowanego z okazji Dnia Kobiet.
12 marca 2021 w programie TVP2 Pytanie na śniadanie ogłoszono, że został reprezentantem Polski z utworem „The Ride” w 65. Konkursie Piosenki Eurowizji. Przed udziałem w konkursie wykonał utwór podczas finałowego odcinka czwartej edycji programu TVP2 The Voice Kids i finałowego odcinka drugiej edycji programu TVP2 Dance Dance Dance; ponadto wystąpił w duecie z Senhit, reprezentantką San Marino, w programie Jaka to melodia?, z którą zaśpiewał przebój zespołu ABBA „Waterloo”. 20 maja wystąpił w drugim półfinale Eurowizji i zajął 14. miejsce, przez co nie zakwalifikował się do finału. Udział Brzozowskiego w konkursie wzbudził kontrowersje i był krytykowany ze względu na poziom piosenki i eurowizyjnego występu, jak i fakt, że nie ujawniono okoliczności wyboru reprezentanta przez Telewizję Polską, gdy Brzozowski był zawodowo związany z TVP.
30 maja 2021 wystąpił podczas koncertu TVP1 Jak przeżyć wszystko jeszcze raz poświęconego Krzysztofowi Krawczykowi. Latem występował podczas trasy TVP2 Lato, muzyka, zabawa. Wakacyjna trasa Dwójki. 23 lipca opublikował singiel „Głośniej”. 14 sierpnia współprowadził i wystąpił na koncercie TVP1 Abba Ojcze w Festiwalu Muzyki Chrześcijańskiej na Jasnej Górze. 4 września wystąpił podczas koncertu „Wielkie Przeboje Małego Ekranu” na 58. KFPP w Opolu. 28 października zaśpiewał na gali French Touch 2021 transmitowanej przez TVP2. 5 grudnia wystąpił na koncercie TVP1 „#Murem za polskim mundurem”. 24 grudnia TVP1 wyemitowała koncert kolęd w bazylice katedralnej Wniebowzięcia Najświętszej Maryi Panny w Pelplinie „Dzień dziś wesoły...”, podczas którego jednym z wykonawców był Brzozowski. 31 grudnia był jednym z prowadzących i artystów występujących na koncercie TVP2 Sylwester Marzeń z Dwójką.
Na początku 2022 współprowadził trzecią edycję The Voice Senior. 19 lutego współprowadził program Tu bije serce Europy! Wybieramy hit na Eurowizję!, w którym wystąpił również jako muzyczny gość specjalny. 27 lutego wystąpił w koncercie TVP „Solidarni z Ukrainą”. W czerwcu wziął udział w 59. KFPP w Opolu. W październiku wystąpił na gali 70-lecia TVP. W tym samym miesiącu wydał płytę Zielone I love You. W ramach jej promocji TVP1 wyemitowała koncert o tym samym tytule. Wydawnictwo promowały single „W kinie” i „W zimnych dłoniach chęć”. Z pochodzącym z albumu utworem „W pokoju hotelowym” zakwalifikował się do konkursu „Premiery” w ramach 60. Krajowego Festiwalu Piosenki Polskiej w Opolu, w którym zajął pierwsze miejsce przyznane od jury.
Na początku 2023 współprowadził czwartą edycję The Voice Senior. Latem współprowadził widowiska muzyczne TVP2 „Polskie biesiady” oraz występował w trasie „Roztańczona Polska - letnia trasa TVP”. W ciągu roku wystąpił także na koncertach TVP „Silna Biało-Czerwona” i  „Razem dla bezpiecznych granic”. Jesienią uczestniczył w programie rozrywkowym TVP2 Rytmy Dwójki. W grudniu wystąpił w koncercie kolęd TVP „Wielkie kolędowanie w Chicago” i współprowadził emitowany przez TVP2 koncert sylwestrowy w Zakopanem. W styczniu 2024 współprowadził piątą edycję The Voice Senior, a do wiosny tego samego prowadził program Jaka to melodia?.

## Życie prywatne
W latach 2013–2021 był w związku z Anną Tarnowską.
Interesuje się wędkarstwem; w 2022 zajął drugie miejsce w 25. Zawodach Wędkarskich Aktorów im. Mariana Łącza.

## Charakterystyka muzyczna i inspiracje
Karierę muzyczną rozpoczynał w zespole rockowym. W solowym repertuarze ma głównie piosenki popowe. Na potrzeby albumu Moje serce to jest muzyk nagrał piosenki w stylu jazzowo-swingowym.
Podczas występów scenicznych nie tylko śpiewa, ale często również gra na gitarze lub na instrumentach klawiszowych.
Wśród swych inspiracji muzycznych wymienia artystów, takich jak Stevie Wonder, Michael Bublé, Freddie Mercury, Michael Bolton i Tina Turner.

## Dyskografia
Albumy studyjne
| Dane dot. albumu                                                                                                  | Najwyższa pozycja na liście | Certyfikat             | Sprzedaż       |
| Dane dot. albumu                                                                                                  | POL                         | Certyfikat             | Sprzedaż       |
| --- | --------------------------- | ---------------------- | -------------- |
| Tak blisko - Wydany: 7 sierpnia 2012 - Wytwórnia: Universal Music Polska                                          | 12                          | - POL: platynowa płyta | - POL: 30,000+ |
| Mój czas - Wydany: 30 września 2014 - Wytwórnia: Universal Music Polska                                           | 30                          | - POL: złota płyta     | - POL: 15,000+ |
| Na święta - Wydany: 25 listopada 2014 - Wytwórnia: Universal Music Polska                                         | –                           | brak                   | brak danych    |
| Borysewicz & Brzozowski (oraz Jan Borysewicz) - Wydany: 27 listopada 2015 - Wytwórnia: Universal Music Polska     | –                           | brak                   | brak danych    |
| Moje serce to jest muzyk, czyli polskie standardy - Wydany: 25 listopada 2016 - Wytwórnia: Universal Music Polska | 36                          | brak                   | brak danych    |
| Zielone I Love You - Wydany: 28 października 2022 - Wytwórnia: Grash Music                                        | –                           | brak                   | brak danych    |
| „–” oznacza, że album nie był notowany na danej liście.                                                           |                             |                        |                |

Albumy remiksowe
| Dane dot. albumu                                                                                     |
| --- |
| Tak blisko (Remixed) - Wydany: 11 września 2012 - Wytwórnia: Universal Music Polska                  |
| Katrina (Remixes) (gościnnie: Liber) - Wydany: 29 listopada 2012 - Wytwórnia: Universal Music Polska |

Single
| Rok                                                      | Tytuł                                        | Najwyższe pozycje na listach | Najwyższe pozycje na listach | Najwyższe pozycje na listach | Najwyższe pozycje na listach | Najwyższe pozycje na listach | Album                   |
| Rok                                                      | Tytuł                                        | POL (airplay)                | POL (airplay nowości)        | RMF                          | SLiP                         | WiR                          | Album                   |
| -------------------------------------------------------- | -------------------------------------------- | ---------------------------- | ---------------------------- | ---------------------------- | ---------------------------- | ---------------------------- | ----------------------- |
| 2012                                                     | „Tak blisko”                                 | 2                            | 2                            | 1                            | 22                           | 1                            | Tak blisko              |
| 2012                                                     | „Katrina” (gościnnie: Liber)                 | –                            | 3                            | –                            | –                            | –                            | Tak blisko              |
| 2012                                                     | „Gdy śliczna Panna”                          | –                            | –                            | –                            | –                            | –                            | Na święta               |
| 2013                                                     | „Za mały świat”                              | –                            | 2                            | –                            | –                            | –                            | Tak blisko              |
| 2013                                                     | „Nie mam nic”                                | 18                           | –                            | 4                            | 25                           | –                            | Tak blisko              |
| 2013                                                     | „Za chwilę przyjdą święta”                   | –                            | –                            | –                            | –                            | –                            | Na święta               |
| 2014                                                     | „Magiczne słowa”                             | 18                           | 1                            | 1                            | 2                            | 5                            | Mój czas                |
| 2014                                                     | „Świat jest nasz”                            | –                            | –                            | –                            | –                            | –                            | Mój czas                |
| 2014                                                     | „Linia czasu”                                | –                            | –                            | –                            | 41                           | –                            | Mój czas                |
| 2015                                                     | „Kto”                                        | –                            | –                            | –                            | 49                           | –                            | Mój czas                |
| 2015                                                     | „Jeden tydzień”                              | –                            | –                            | –                            | 50                           | –                            | Mój czas                |
| 2015                                                     | „Słowa na otarcie łez” (oraz Jan Borysewicz) | –                            | –                            | –                            | 47                           | 1                            | Borysewicz & Brzozowski |
| 2016                                                     | „Zaczekaj – tyle kłamstw co prawd”           | 18                           | 1                            | 4                            | 41                           | –                            | –                       |
| 2017                                                     | „Sky Over Europe”                            | –                            | –                            | –                            | –                            | –                            | –                       |
| 2017                                                     | „Już wiem”                                   | 25                           | 1                            | 3                            | 31                           | 4                            | –                       |
| 2019                                                     | „Świąteczna melodia”                         | –                            | –                            | –                            | –                            | –                            | –                       |
| 2020                                                     | „Gentleman”                                  | –                            | –                            | –                            | –                            | –                            | –                       |
| 2021                                                     | „The Ride”                                   | –                            | –                            | –                            | –                            | –                            | –                       |
| 2021                                                     | „Głośniej”                                   | –                            | –                            | –                            | –                            | –                            | –                       |
| 2022                                                     | „W kinie”                                    | –                            | –                            | –                            | –                            | –                            | Zielone I Love You      |
| 2022                                                     | „W zimnych dłoniach chęć”                    | –                            | –                            | –                            | –                            | –                            | Zielone I Love You      |
| „–” oznacza, że singel nie był notowany na danej liście. |                                              |                              |                              |                              |                              |                              |                         |

## Nagrody i nominacje
| Rok  | Nagroda                      | Kategoria                   | Rezultat   | Źr.     |
| ---- | ---------------------------- | --------------------------- | ---------- | ------- |
| 2012 | Eska Music Awards 2012       | Hit lata                    | Wygrana    | [ 111 ] |
| 2012 | Festiwal Piosenki Rosyjskiej | Rywalizacja o Złoty Samowar | 2. miejsce |         |
| 2013 | TOPtrendy 2013               | Największe przeboje roku    | Nominacja  |         |
| 2013 | SuperJedynki                 | SuperArtysta                | Wygrana    | [ 112 ] |
| 2013 | SuperJedynki                 | SuperWystęp                 | Nominacja  | [ 113 ] |
| 2013 | Eska Music Awards 2013       | Najlepszy artysta           | Nominacja  | [ 114 ] |
| 2015 | SuperJedynki                 | SuperArtysta                | Wygrana    | [ 115 ] |
| 2020 | Telekamery „TeleTygodnia”    | Osobowość telewizyjna       | Wygrana    | [ 116 ] |